# Катастрофа Ан-24 под Ростовом-на-Дону
Катастрофа Ан-24 под Ростовом-на-Дону — авиационная катастрофа, произошедшая пятничным вечером 25 января 1974 года вблизи аэропорта Ростов-на-Дону. Авиалайнер Ан-24Б Уфимского ОАО предприятия «Аэрофлот» начал выполнять перегоночный рейс (без пассажиров) после ремонта на Ростовском авиаремонтном заводе по маршруту Ростов-на-Дону — Уфа, но сразу после взлёта у лайнера произошёл отказ одного из авиагоризонтов, в результате чего командир накренил самолёт влево. Экипаж, пытаясь определить, какой авиагоризонт даёт правильные показания, не заметил, как лайнер из-за левого крена вошёл в крутую спираль со снижением и рухнул на землю в 1,7 км от аэропорта Ростов-на-Дону и полностью разрушился. Погибли все находившиеся на борту 4 члена экипажа.

## Самолёт
Ан-24Б с бортовым номером СССР-46277 (заводской — 77303610, серийный — 036-10) был выпущен заводом Антонова 31 августа 1967 года и 10 сентября того же года был передан в Министерство гражданской авиации СССР («Аэрофлот»), которое перенаправило в Уфимский объединённый авиаотряд Приволжского управления гражданской авиации. На день катастрофы 6-летний авиалайнер налетал 11 277 часов и совершил 10 750 циклов «взлёт-посадка»

## Экипаж
Состав экипажа был из 282-го лётного отряда Уфимского ОАО, в состав которого входили:
- Командир воздушного судна (КВС) — Герман Алексеевич Глухеньков;

- Второй пилот — Виктор Иванович Лисин;

- Штурман — Виктор Алексеевич Колесников;

- Бортмеханик — Владимир Иванович Евстифеев.

## Хронология событий
25 января 1974 года, в 21:40 МСК из аэропорта Ростов-на-Дону, по магнитному курсу220° на скорости 200 км/ч взлетел Ан-24Б борт СССР-46277, летящий из Ростова-на-Дону в Уфу. Данный рейс был перегоночным (без пассажиров) после производственно-технического обслуживания на Ростовском авиазаводе №412. На его борту находились 4 членов экипажа.
Ночное небо над Ростовом-на-Дону было затянуто тучами с нижней границей 500 м и верхней границей 600 м, вертикальная видимость составляла 50 метров и стоял туман. Данные метеоусловия соответствовали минимуму КВС и самого аэропорта. После взлёта, экипаж приступил к набору высоты с вертикальной скоростью 2–8 м/с. На высоте 160–220 м был начат первый разворот. Наиболее вероятно, что на участке полета между отрывом и началом разворота в момент, когда левый крен был около 8°, был включен или заарретирован авиагоризонт КВС Глухенькова. В процессе разворота крен достиг 25–30° (авиагоризонт КВС показывал 17–22°). Закрылки были убраны на скорости 305–325 км/ч в процессе разворота. При выполнении разворота возникли несогласованные действия между КВС и вторым пилотом Лисиным. Второй пилот Лисин, пытаясь уменьшить крен до допустимых значений, приложил усилия к штурвалу для уменьшения левого крена. КВС, воспринимая эти усилия, как внешние, снял их триммерами. В результате триммеры элеронов и руля направления оказались отклоненными в крайнее левое положение. После выхода на магнитный курс 76° самолет был выведен из крена на высоте 205–265 м на скорости 325 км/ч. В это время экипаж уменьшил режим работы двигателей до номинального. В момент вывода из разворота экипажем было замечено расхождение показаний левого и правого авиагоризонтов. На последних 17 секундах полёта, экипаж пытался определить, какой авиагоризонт дает правильные показания. 
В это же время самолёт энергично вошел в левую нисходящую спираль и в 21:42:05, с левым креном до 74°, на скорости 430 км/ч столкнулся с землей на удалении 1 750 м от КТА аэропорта Ростов-на-Дону с азимутом 133°, полностью разрушился и частично сгорел. Погибли все 4 человека на борту лайнера.

## Расследование
Причиной катастрофы явилось различная оценка пространственного положения самолёта и несогласованные действия КВС Глухенькова и второго пилота Лисина в пилотировании самолёта, выразившаяся в отклонении триммеров в крайнее левое положение, что привело к переходу самолёта на крутое снижение по спирали и столкновению его с землёй. 
Наиболее вероятной причиной рассогласования показаний авиагоризонтов явилось или включение левого авиагоризонта КВС в нарушение РЛЭ не перед взлётом, а в полёте, или отказ в системе электропитания.
Катастрофе также способствовало:
- необоснованное принятие решения КВС на вылет ночью, в сложных метеоусловиях, на самолёте, прошедшем техническое обслуживание на заводе;
- спешка в процессе предполетной подготовки (экипаж не включил перед выруливанием МС-61 и МСРП-12);
- служба движения не запретила взлёт в предельных для КВС и не отменила полёт, особой надобности в котором не было[3].